# 伊勢春慶

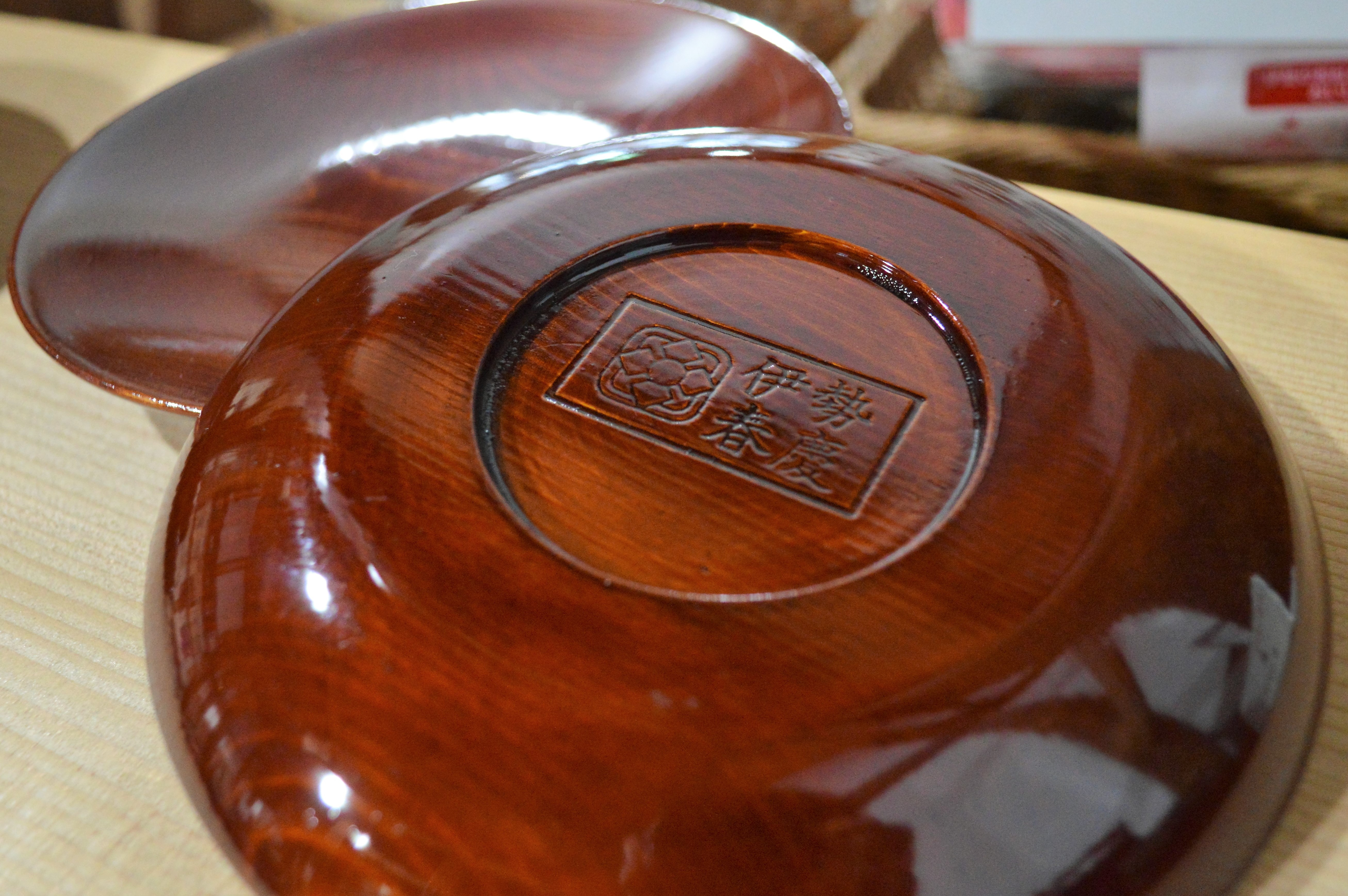
伊勢春慶

伊勢春慶（いせしゅんけい）は、三重県伊勢市で製造される春慶塗の漆器。伊勢漆器、山田春慶、山田塗とも称される。現在では伝統的なデザインを継承する「オーソドックス春慶」と、現代感覚を生かした「カジュアル春慶」の2種類の商品群があり、茶箱膳、弁当箱、切溜文箱、筆箱などが生産されている。

## 特色

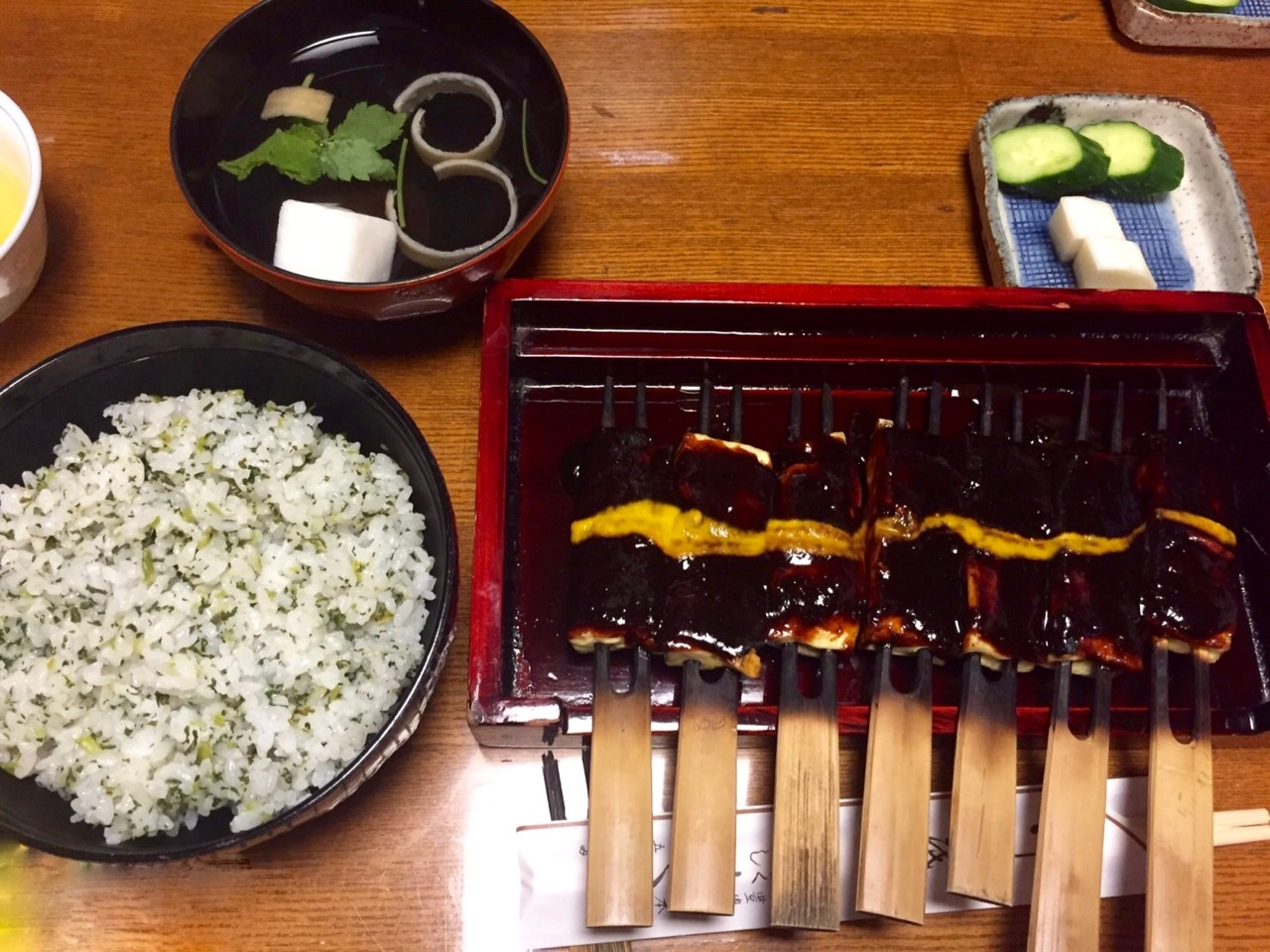
愛知県豊橋市の名物「菜飯田楽」に使用されている伊勢春慶

木地は檜の一枚板を使用し、下塗りに弁柄や柿渋を多く用い、仕上げに透明の漆を一回だけ塗る。そのため、赤褐色の木目が透けて見える。箱物の底の隅には「こくそ」と呼ばれる黒い目止めが施されている。漆の量や作業工程が少ないため安価で作成できる。裏底には製造元の焼印が押される。伊勢の漆器産業は、木地屋、塗師屋、両者を仲介する問屋の三者によって成り立っている。今日では長野県木曽郡上松町の業者から木地を取り寄せており、伊勢では塗りの工程を行っている。

## 定義
「里帰り伊勢春慶展」実行委員会の中で新たな伊勢春慶を創造するチームは、以下の4点を満たしたものを伊勢春慶であるとし、大前提として伊勢地方で製作されることを加えている。
1. 木地は檜を使用する。
2. 食紅や弁柄などで着色する。
3. 柿渋を塗る。
4. 透明な春慶漆または朱合漆を施して仕上げる。

この他の技法の特色として、複雑な作品は檜の生地を空木（うつぎ）と呼ばれる木釘で組み、水漏れを防ぐため綿と漆を混ぜて隙間を埋める（こくそ）ことが挙げられる。

## 歴史

### 起源
諸説あるが、立証できない。
- 室町時代に伊勢神宮の工匠が御造営の余材の払い下げを受け、白木のままの箱を製造し、その上に漆をかけたものを、内職として始めた説[12][13]。
- 戦国時代に蒲生氏郷が松坂に赴任したときに近江日野から連れてきた漆職人たちによって伝わったという説[13]。

伊勢での漆器の生産については戦国時代初期（1400年代後半）の古文書に「大塗師屋」（八日市場）、「塗屋館」（田中中世古町・現本町）などの屋号が存在することから、少なくともこの時代までは遡ることができるが、春慶塗であったかどうかは確認できない。

### 江戸時代から昭和30年代
- 江戸時代 -

伊勢神宮へのお蔭参りが盛んになると、宿場で大量の膳や椀が必要となり、伊勢で漆器産業が育った。伊勢で各種の漆器が作られており、伊勢春慶はその中の一種類であった。主な「塗師屋」（漆器店）には、岡本町の若井源助家、片岡善兵衛家、橋本佐兵衛家があり、岡本町を中心として漆器産業が盛んに行われていた。特に、片岡店は文様や漆の配合に工夫があり、好評を博した。
- 明治時代 -

初期には河崎の久保田五兵衛家が漆器を取り扱っていることが確認できる。内国勧業博覧会や、1873年（明治6年）にウィーンで開催された万国博覧会に出品するなどし、「粗ナリト謂ヘドモ廉価ニシテ堅固」と評され日本国内外の博覧会で入賞するなど知名度を上げた。
業者が乱立したことで粗製乱造が起こったため、1902年（明治35年）に山田漆器同業者組合を組織、漆器製造業者の組織化を行い、品質の改善につとめ、大正期にもっとも多く作られた。最盛期には一軒で2人以上の職人を抱える木地屋や塗師屋もあったという。伊勢地方の特産品として、近場の東海地方や近畿地方一円はもちろん、関東地方や九州地方にも広まっていた。河崎からの出荷には勢田川の水運が利用された。
明治時代に三重県で創業した井村屋は、羊羹づくりの型枠に使い「山田膳流しようかん」と称していた。
- 昭和時代 -

戦争の影響を受け、職人の徴兵や材料確保の困難、岡本、宮後などの生産場所が空襲にあうなどの要因により次第に衰え、一度断絶する。戦後復活したものの、高度経済成長期以降の生活様式の変化、漆の輸入中断、プラスチック製品の登場などで衰退し、再び生産は中断に追い込まれた。伊勢市役所の世古口真弓が1980年代前半に製造元で行った聞き取り調査によると、伊勢春慶は青森県から九州までの地域に対して販売されていた。世古口は都市部よりも実用性が重視される地方部で使用されることが多かったのではないかと推測している。
1986年（昭和61年）には京都市立芸術大学で漆塗装を学んだ木村美登（伊勢市工芸指導所長）によって、伊勢市工芸指導所で漆技術講座が開始された。1994年（平成6年）に伊勢市で開催された世界祝祭博覧会には、所長と受講生が自作した伊勢春慶が出品された。1994年10月には三重県の伝統工芸品に指定されている。

### 平成時代～
- 2004年（平成16年） - 「里帰り展」前には伊勢春慶専門の業者はおらず、稀に注文生産を受ける程度で[16]、問屋などに持ち込まれる古い伊勢春慶の修理依頼にも対応できない状況であった。1月には伊勢春慶を愛する有志が伊勢河崎商人館で「里帰り伊勢春慶展」を開催[18]。主催者の呼び掛けに応じて、各家庭などに所蔵されている伊勢春慶が箪笥なども含めて約200点集まった[10]。皇學館大学の大学院生らや鳥羽市文化財専門委員の野村史隆などが中心となり[19]、海の博物館、南知多町郷土資料館、半田市立博物館などでの[20]調査結果を展示した。この際には愛知県半田市亀崎地区の山車組に伊勢春慶の膳が多数残っていることが判明した[20]。同企画の実行委員会が中心となって、5月には伊勢春慶の保存と再生を目的に伊勢春慶の会が発足[18]。商品化をめざし生産が再開される。復活にあたり、伊勢文化舎が雑誌『伊勢人』で取り上げるなどして貢献した[21]。
- 2005年（平成17年） - 伊勢春慶の会が復活後商品化第1号の田楽箱を販売[2]。同会と京都工芸繊維大学が共同で、新感覚の「カジュアル春慶」を開発[22]。
- 2008年（平成20年） - 空き家となった米蔵を借り受け伊勢春慶デザイン工房を開設[23]。
- 2010年（平成22年） - 伝統の技を受け継ぐ塗師（ぬし）の後継者養成を始める[24]。30～40代を中心にした10人ほどが修業を重ね基礎を身に付けた。しかし、仕事や家事との掛け持ちが多く、専任の職人が育たないという状況が続く[25]。
- 2011年（平成23年） - 修行に専念できる団塊世代・定年退職者を対象とした体験会を実施し、塗師の早期育成を進める[26]。
- 2016年（平成28年） - 5月26日から5月27日にかけて開催された第42回先進国首脳会議（伊勢志摩サミット）で、伊勢春慶の二重弁当箱が首脳陣の食事の器として使用された[27]。

伊勢春慶の会の養成講座で育成された技術者が初めて塗師として認定され、技術を習得した塗師は3人になった。

## ギャラリー

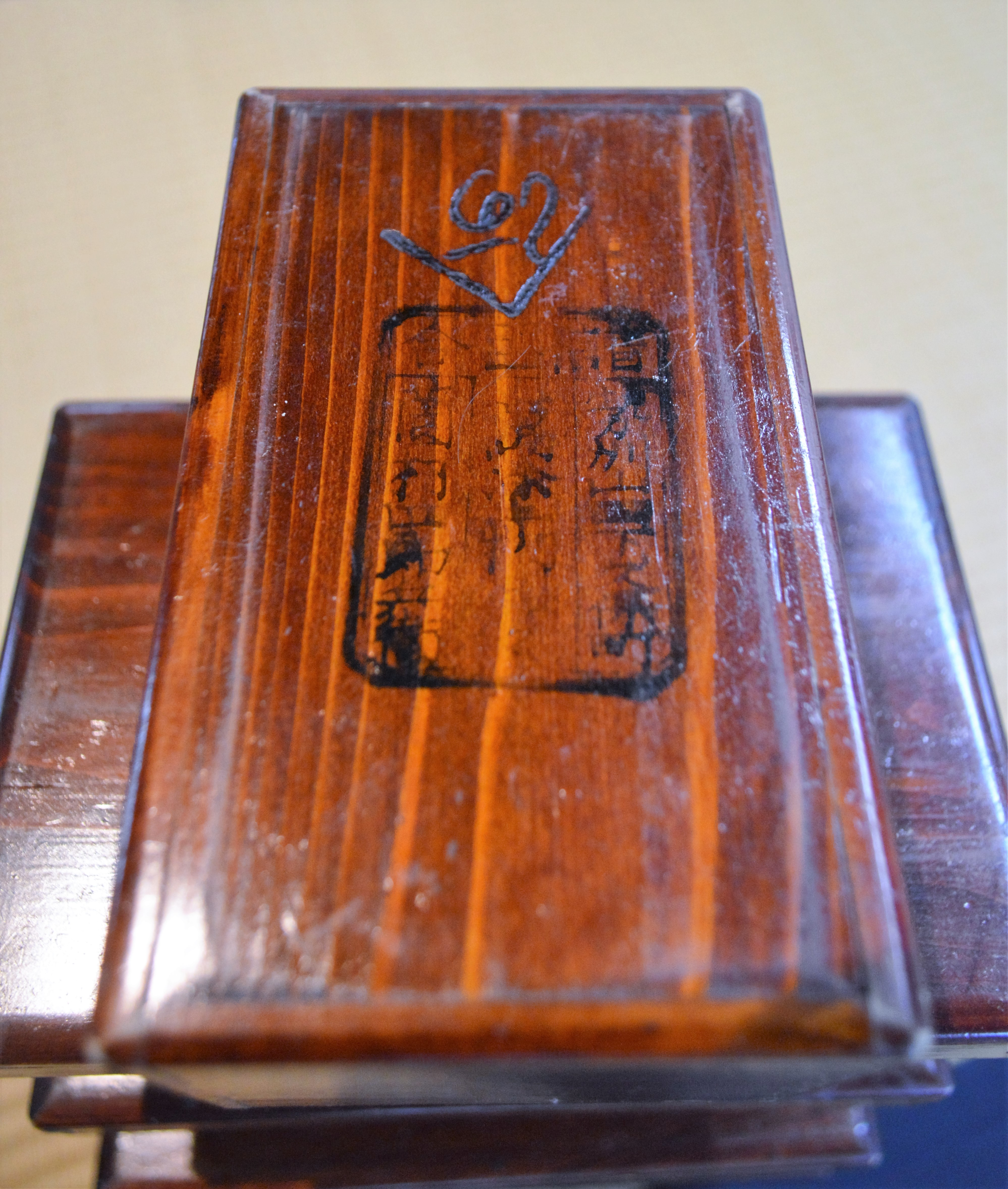
オーソドックス春慶と製造者の焼印
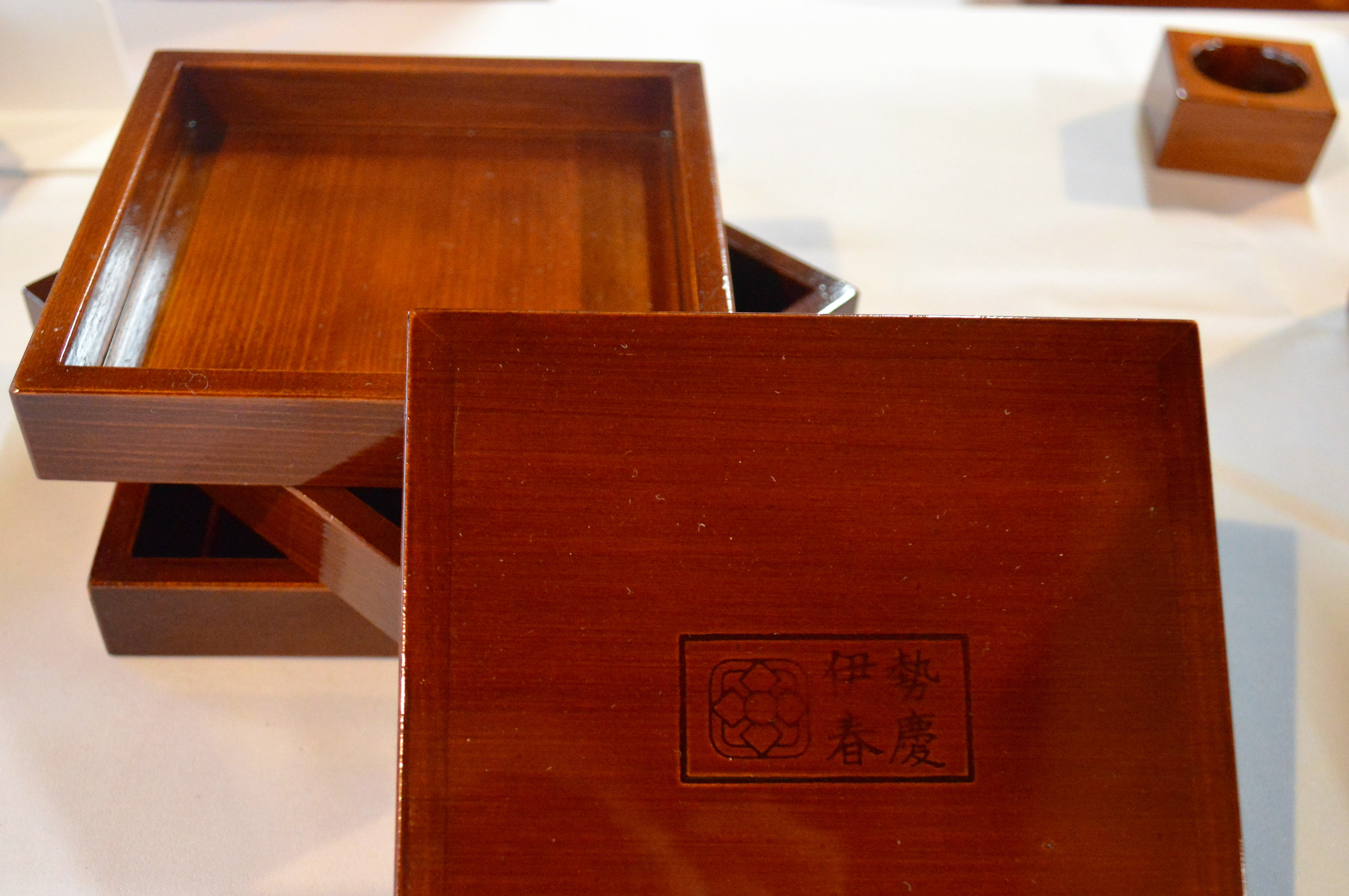
伊勢春慶の会が製作した伊勢春慶と焼印
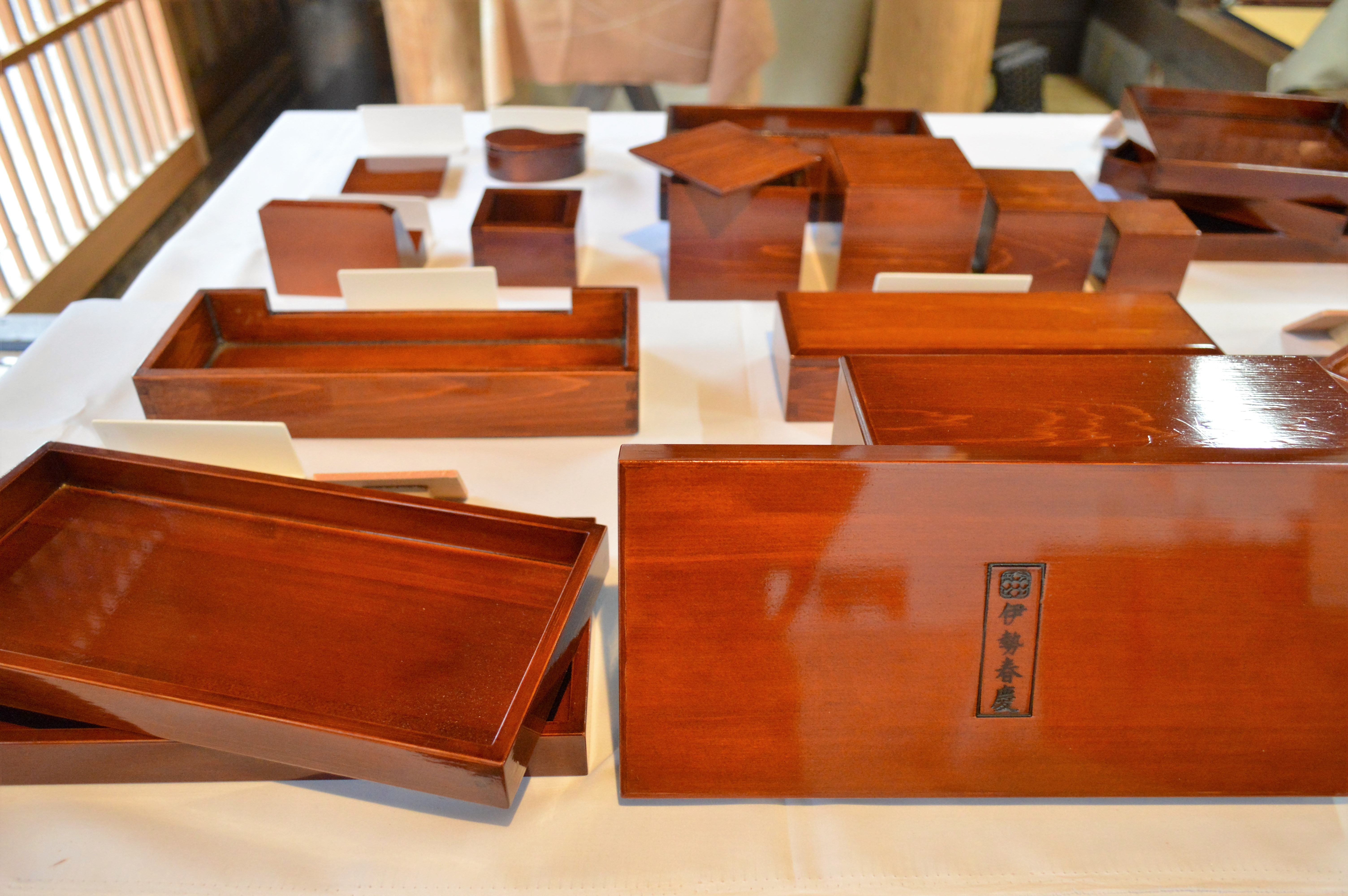
さまざまな伊勢春慶
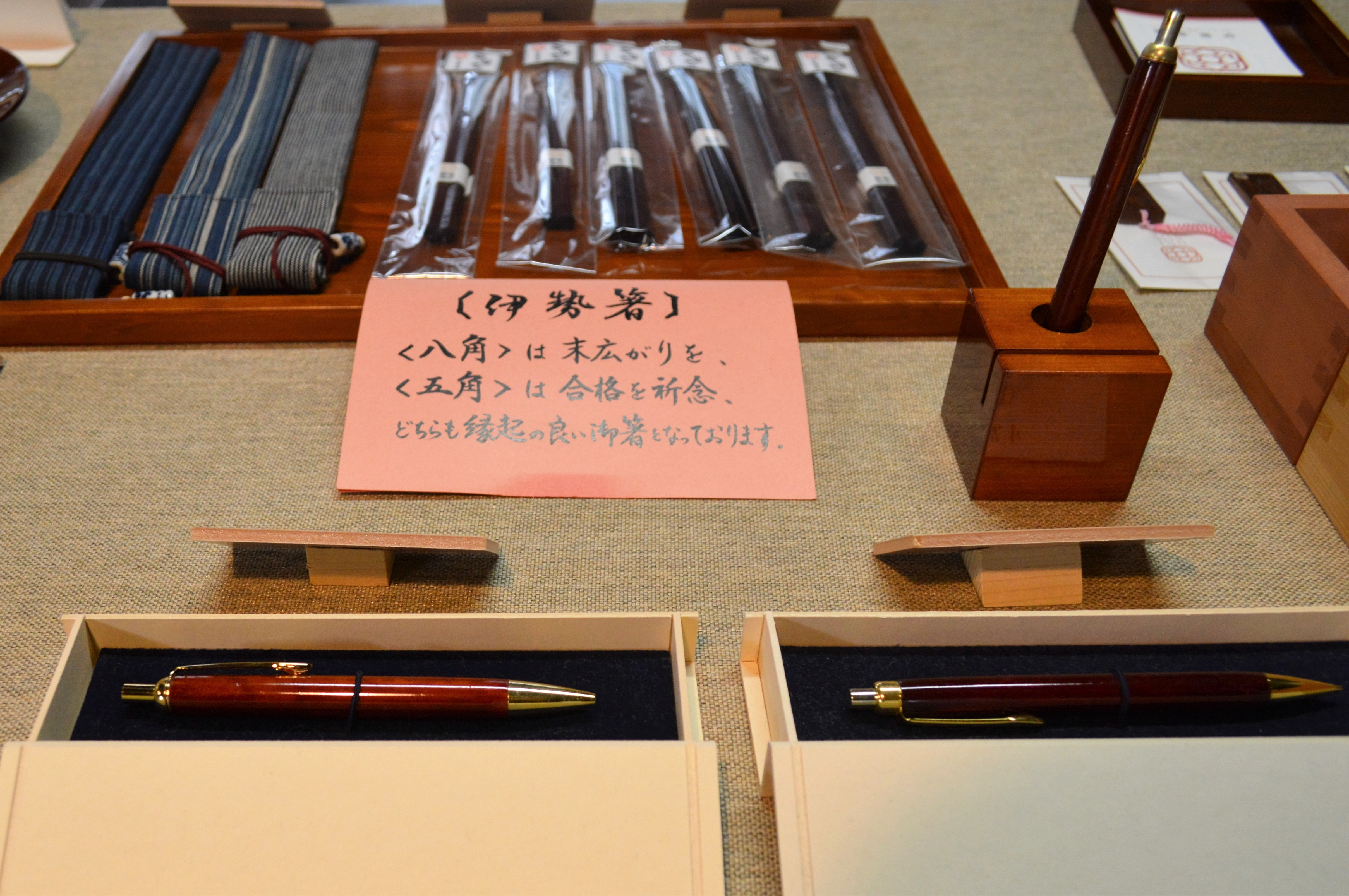
伊勢箸、ボールペン、ペン立てなどのカジュアル春慶
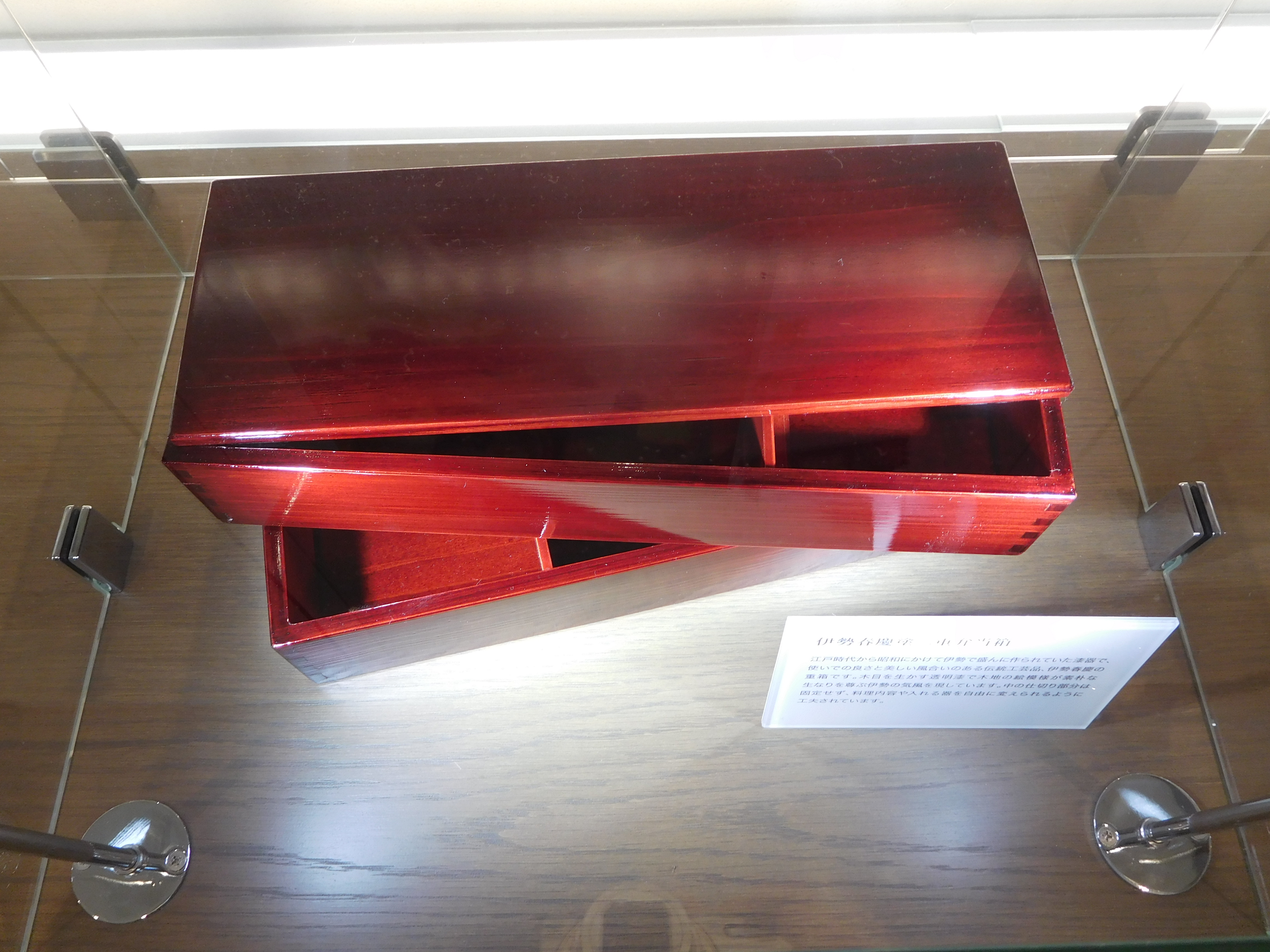
伊勢志摩サミットで使われた伊勢春慶の弁当箱（志摩観光ホテル所蔵）

## 関連施設
- 伊勢春慶の会
  - 〒516-0021 三重県伊勢市河崎2-25-29　伊勢春慶デザイン工房内（伊勢河崎商人館東隣）